# FV 610

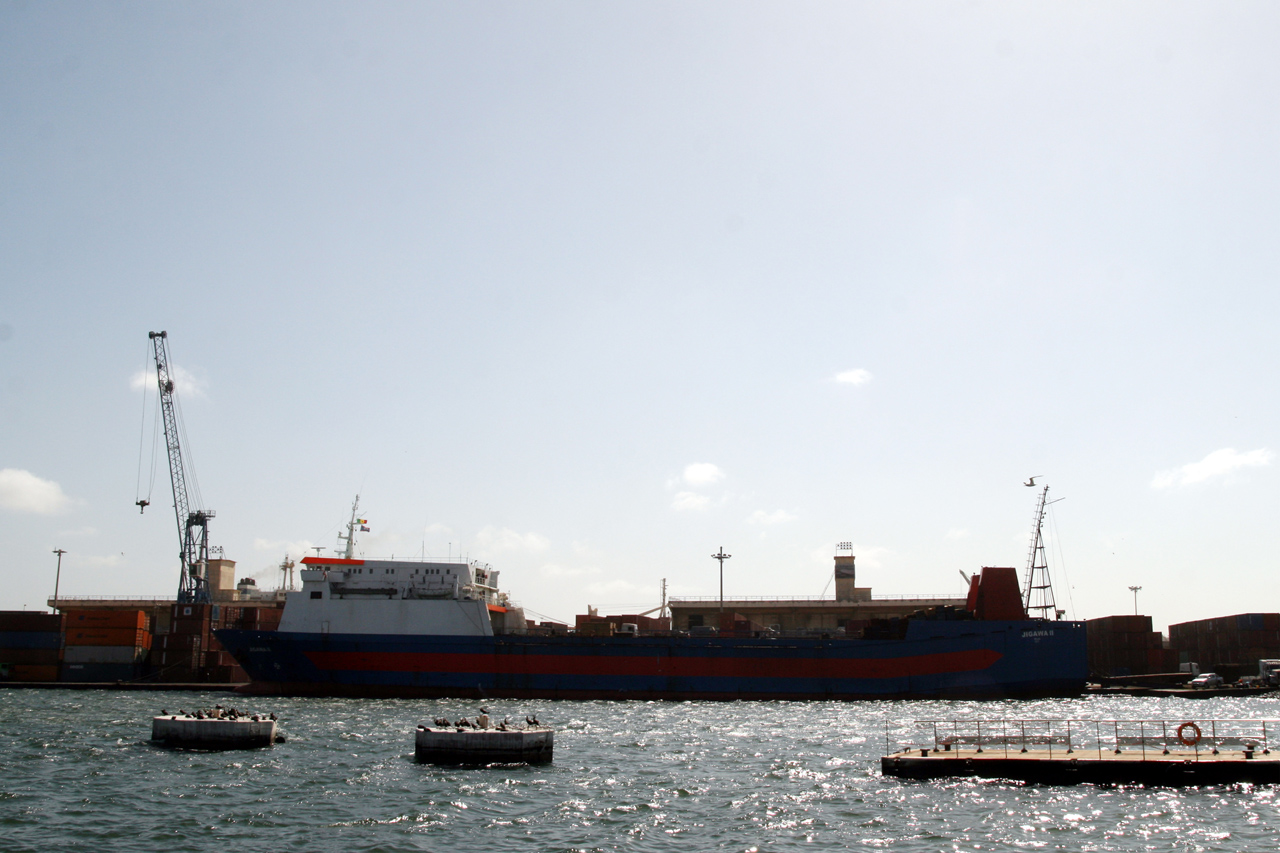
Die Jigawa II

Die Frachtschiffe der Baureihe FV 610 sind RoRo-Schiffe der dänischen Frederikshavn Vaerft.

## Geschichte
Hergestellt wurde die Serie von 1978 bis 1982 in neun Einheiten. Die Bauwerft entwickelte den Schiffstyp zu den größeren Typen FV 1500 und später FV 2100 weiter, von den später jeweils neun und acht Einheiten entstanden.

## Die Schiffe
| Schiffsname               | Baunummer | IMO-Nummer | Ablieferung       | Auftraggeber                                                           | Spätere Namen und Verbleib |
| ------------------------- | --------- | ---------- | ----------------- | ---------------------------------------------------------------------- | --- |
| Mercandian Transporter II | 376       | 7637307    | 1978              | K/S Merc-Scandia (Mercandia Rederierna Per Henriksen), Kopenhagen      | 1984 Transporter II, 1986 Mercandian Transporter II, 1987 Pinto, 1998 zum Passagierfährschiff Sheng Lu umgebaut, am 17. Oktober 1999 auf der Reise von Dalian nach Yantai nach Brand an Bord gesunken           |
| Dana Atlas                | 377       | 7637319    | 1978              | Atlas A/S (Mercandia Rederierna Per Henriksen), Kopenhagen             | 1981 Alafoss, 1989 North Coast, 1989 Cala Teram, 1990 Cala Salada, 2000 Lorena B, 2006 Kano II, 2010 Express K, 2013 Mira so in Fahrt                                                                           |
| Mercandian Importer II    | 378       | 7702657    | 1978              | K/S Mercandia (Mercandia Rederierna Per Henriksen), Kopenhagen         | 1980 Eyrarfoss, Dezember 1984 bei den Howaldswerken um rund 13 Meter verlängert, 1989 South Coast, 1990 Cala Fustan, 2000 Lucia B, 2007 Jigawa II, 2010 Samsun Express, 2013 Amazon, 2019 Nadezhda, so in Fahrt |
| Mercandian Carrier II     | 380       | 7725362    | 1979              | K/S Merc-Scandia (Mercandia Rederierna Per Henriksen), Kopenhagen      | 1984 Alianza, 1984 Mercandian Carrier II, 1985 Carrier II, 1985 Belard, 2002 Muirneag, am 25. Juli 2005 vor Stornoway auf Grund gelaufen und später freigekommen, 2020 Hatay, so in Fahrt                       |
| Mercandian Exporter II    | 3811      | 7725374    | 1979              | K/S Merc-Scandia XXV (Mercandia Rederierna Per Henriksen), Kopenhagen  | 1987 Spirit of Freedom, 2001 Cimarron, 2007 Silver Coral, 2010 Gelendzhik Express, 2014 Tuna, 2014 Tuna 1, 2019 Monarch Princess, Verbleib unklar                                                               |
| Mercandian Trader II      | 3910      | 7725386    | 1980              | K/S Merc-Scandia XXVI (Mercandia Rederierna Per Henriksen), Kopenhagen | 1993 Marc Spyros, 1997 Wesley D. 1998 Pella, 2003 Pella 1, 1993 Merdif 3, 2007 Malih K, 2013 Ural |
| Mercandian Merchant II    | 391       | 7928160    | September 1981    | Mercandia Rederierna Per Henriksen, Kopenhagen                         | 1986 Omo Wonz, 2010 Sungari, 2015 Med Link, 2022 Sampiyon Trabzonspor |
| Mercandian Importer III   | 393       | 7928172    | 1982              | Mercandia Rederierna Per Henriksen, Kopenhagen                         | 1982 Medorient Challenger, 1983 Mercandian Importer III, 1992 Meknes, 2018 Abbruch in Aliağa |
| Mercandian Supplier II    | 397       | 8000070    | 27. November 1981 | Mercandia Rederierna Per Henriksen, Kopenhagen                         | 1981 Lider, 1982 Mercandian Supplier II, 1988 Cidade de Funchal, 2000 Cidade de Amboim, 2010 Mukankala II, 2013 gestrandet, Totalverlust                                                                        |